# Хаймбах (Айфель)
Хаймбах (в русской исторической литературе принято название Геймбах; нем. Heimbach, рип. Heimisch) — город в Германии, в земле Северный Рейн-Вестфалия.
Подчинён административному округу Кёльн. Входит в состав района Дюрен. Население составляет 4440 человек (на 31 декабря 2010 года). Занимает площадь 64,8 км². Официальный код — 05 3 58 012.
Город подразделяется на семь городских районов.

## Фотографии

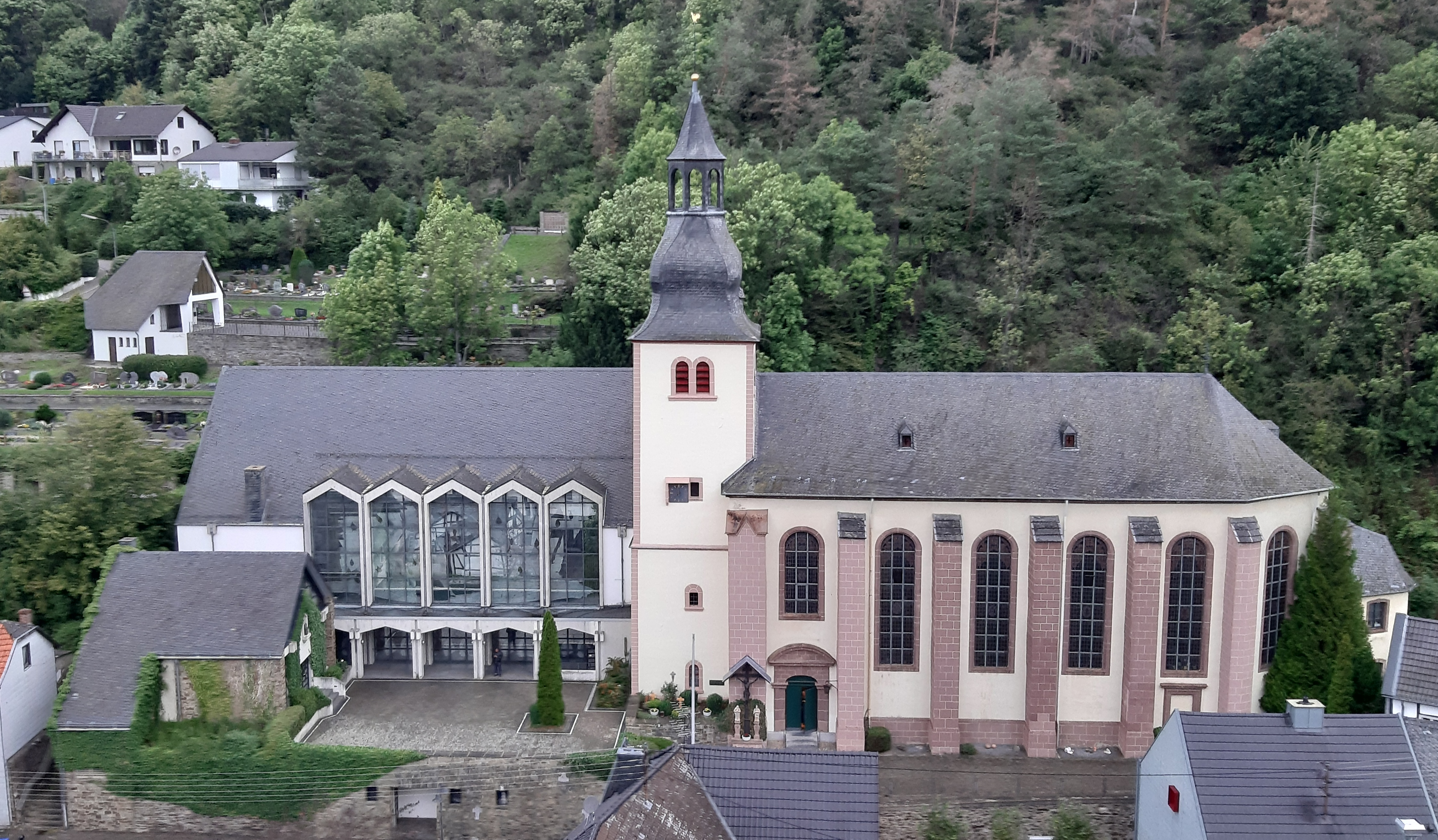
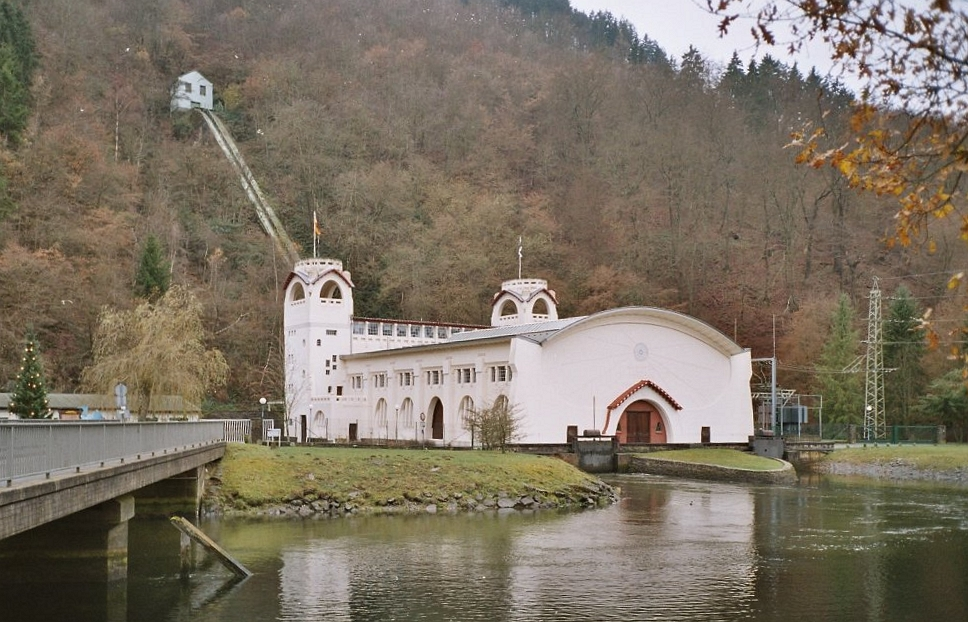
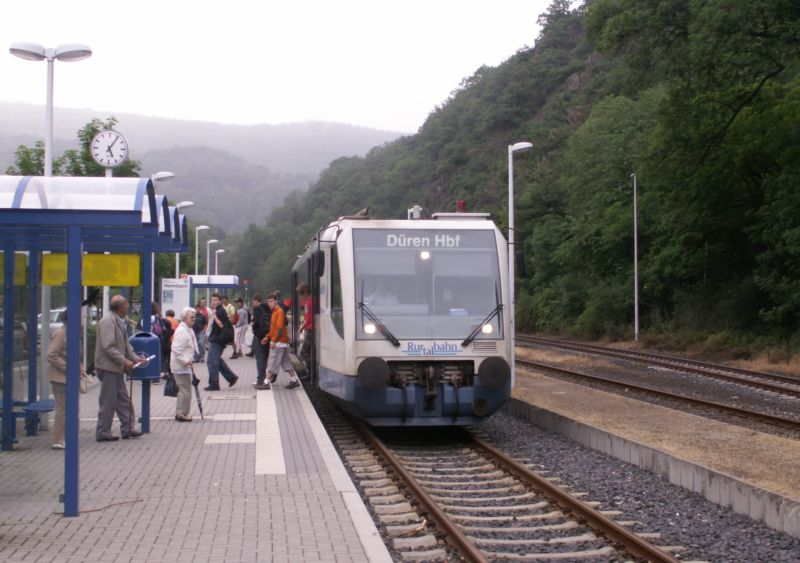